# Evangelische Kirche (Hattendorf)

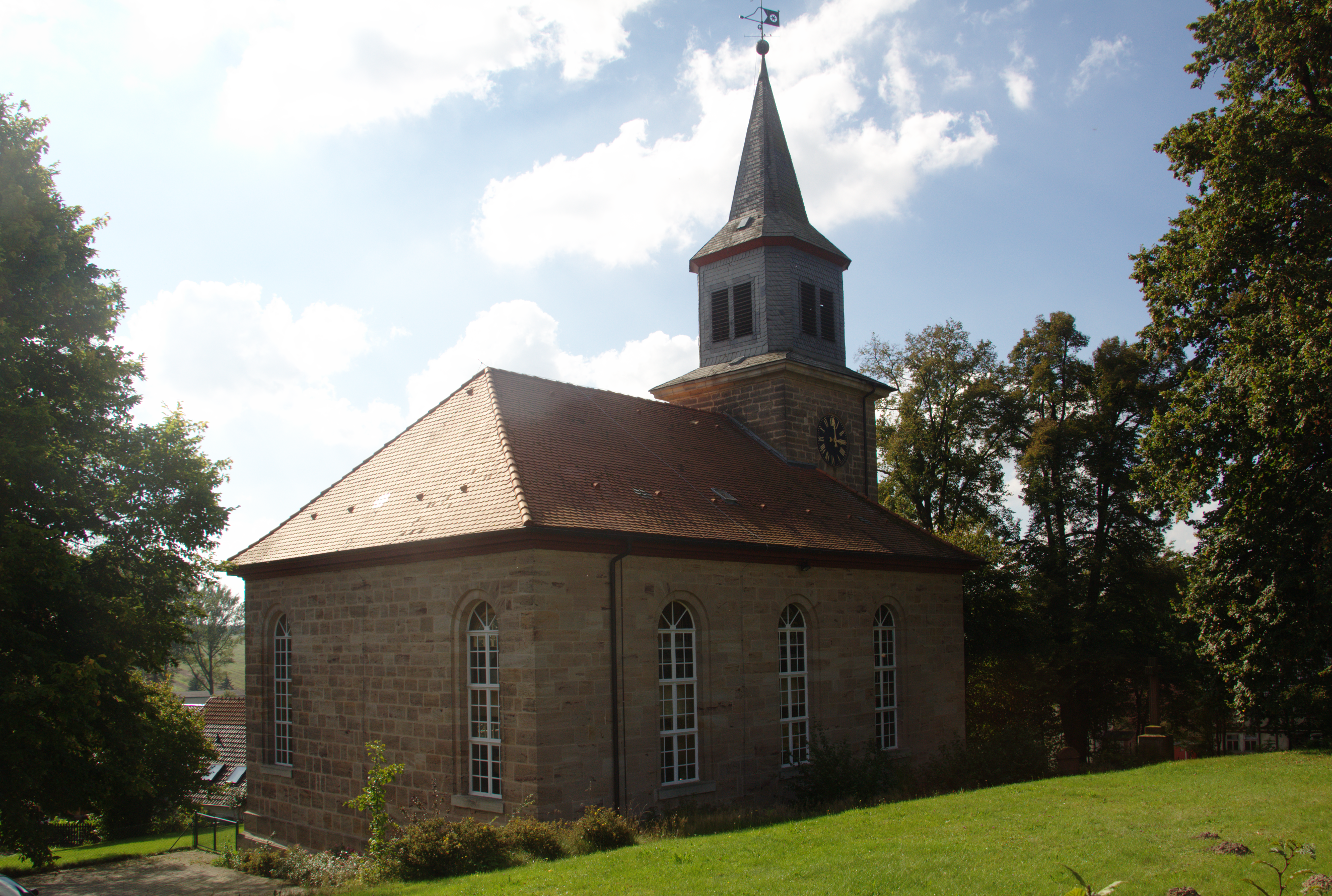
Evangelische Kirche (Hattendorf)

Die Evangelische Kirche Hattendorf ist ein denkmalgeschütztes Kirchengebäude im Stadtteil Hattendorf der Stadt Alsfeld im Vogelsbergkreis in Hessen. Die Kirche gehört zur Kirchengemeinde Bechtelsberg im Kirchenkreis Schwalm-Eder im Sprengel Marburg der Evangelischen Kirche von Kurhessen-Waldeck.

## Beschreibung
Die spätklassizistische Saalkirche aus regelmäßig strukturiertem Quadermauerwerk wurde oberhalb des Vorgängerbaues in den Jahren 1856/57 nach einem Entwurf des Landbaumeisters Friedrich Wilhelm Selig erbaut. Das mit einem abgewalmten Satteldach bedeckte Gebäude hat hohe Bogenfenster. Der Fassadenturm im Westen ist in das Kirchenschiff eingestellt. Auf seinem steinernen Teil ist ein schiefergedeckter Aufsatz mit Klangarkaden, der sich in einem spitzen Helm fortsetzt. 
Von einem Vestibül im Erdgeschoss des Turms öffnet sich der mit einer Kassettendecke überspannte Innenraum auf nahezu quadratischem Grundriss. Den Raum umläuft eine dreiseitige Empore, die an der Eingangsseite, dort wo sich die von August Röhl gebaute Orgel befindet, in den Raum auskragt. Die Brüstung der Empore ist regelmäßig strukturiert. Gegenüber der Orgel befindet sich der Altar, darüber die von allen Seiten ansichtige Kanzel. 